# 布盧姆菲爾德 (印地安納州斯潘塞縣)
布盧姆菲爾德（英語：Bloomfield）是位於美國印地安納州斯潘塞縣的一個非建制地區。該地的面積和人口皆未知。

## 地理
布盧姆菲爾德海拔高度為455英呎。而該地所採用的時區為UTC-6，即北美中部時區（CST）。同時該地設有夏令時間，為UTC-6調快一小時，即UTC-5（CDT）。